# 실수의 구성
수학에서 실수 체계를 정의하는 방법은 다양하다. '실수 공리' 문단에서는 실수를 완비순서체로서 공리화하였다. 집합론 공리 하에, 실수 공리계를 만족하는 실수 모형이 존재하며, 임의의 두 모형이 동형임을 보일 수 있다. 대부분의 실수 모형은 순서체로서의 유리수 체계의 기본적 성질을 이용하여 구성되었다.

## 실수 공리
실수의 모형은 집합 {\displaystyle \mathbf {R} }, {\displaystyle \mathbf {R} }의 서로 다른 두 원소 {\displaystyle 0,1}, {\displaystyle \mathbf {R} } 상의 두 이항연산 {\displaystyle +,\times }(각각 덧셈, 곱셈이라고 한다), 그리고 {\displaystyle \mathbf {R} } 상의 이항관계 {\displaystyle \leq }로 이루어져 있으며 다음 성질을 만족한다.
1. {\displaystyle \left(\mathbf {R} ,+,\times \right)}는 체를 이룬다. 즉,
  - 임의의 {\displaystyle x,y,z\in \mathbf {R} }에 대하여 {\displaystyle (x+y)+z=x+(y+z),(x\times y)\times z=x\times (y\times z)} (덧셈, 곱셈의 결합법칙)
  - 임의의 {\displaystyle x,y\in \mathbf {R} }에 대하여 {\displaystyle x+y=y+x,x\times y=y\times x} (덧셈, 곱셈의 교환법칙)
  - 임의의 {\displaystyle x,y,z\in \mathbf {R} }에 대하여 {\displaystyle x\times (y+z)=(x\times y)+(x\times z)} (덧셈에 대한 곱셈의 분배법칙)
  - 임의의 {\displaystyle x\in \mathbf {R} }에 대하여 {\displaystyle x+0=x} (덧셈 항등원의 존재)
  - {\displaystyle 0\neq 1} 또한 임의의 {\displaystyle x\in \mathbf {R} }에 대하여 {\displaystyle x\times 1=x} (곱셈 항등원의 존재)
  - 임의의 {\displaystyle x\in \mathbf {R} }에 대하여 {\displaystyle -x\in \mathbf {R} }이 존재해 {\displaystyle x+(-x)=0} (덧셈 역원의 존재)
  - {\displaystyle \mathbf {R} }의 임의의 원소{\displaystyle x\neq 0}에 대하여 {\displaystyle x^{-1}\in \mathbf {R} }이 존재해 {\displaystyle x\times x^{-1}=1} (곱셈 역원의 존재)
2. {\displaystyle \left(\mathbf {R} ,\leq \right)}는 전순서 집합을 이룬다. 즉,
  - 임의의 {\displaystyle x\in \mathbf {R} }에 대하여 {\displaystyle x\leq x} (반사성)
  - 임의의 {\displaystyle x,y\in \mathbf {R} }에 대하여 {\displaystyle x\leq y} 또한 {\displaystyle y\leq x}이면 {\displaystyle x=y} (반대칭성)
  - 임의의 {\displaystyle x,y,z\in \mathbf {R} }에 대하여 {\displaystyle x\leq y} 또한 {\displaystyle y\leq z}이면 {\displaystyle x\leq z} (추이성)
  - 임의의 {\displaystyle x,y\in \mathbf {R} }에 대하여 {\displaystyle x\leq y} 혹은 {\displaystyle y\leq x} (완전성)
3. {\displaystyle \mathbf {R} }상의 체 연산 {\displaystyle +,\times }는 순서 {\displaystyle \leq }와 양립한다. 즉,
  - 임의의 {\displaystyle x,y,z\in \mathbf {R} }에 대하여 {\displaystyle x\leq y}이면 {\displaystyle x+z\leq y+z} (덧셈 하의 순서 보존)
  - 임의의 {\displaystyle x,y\in \mathbf {R} }에 대하여 {\displaystyle 0\leq x} 또한 {\displaystyle 0\leq y}이면 {\displaystyle 0\leq xy} (곱셈 하의 순서 보존)
4. 순서 {\displaystyle \leq }는 데데킨트 완비성을 만족한다. 즉, 임의의 공집합이 아닌 {\displaystyle \mathbf {R} }의 부분집합 {\displaystyle A}에 대하여, {\displaystyle A}가 위로 유계이면 {\displaystyle A}는 상한을 가진다.

첫번째 성질은 체 공리, 둘째와 셋째를 합쳐서 순서 공리, 넷째는 (데데킨트) 완비성 공리라고 한다.
유리수는 순서체, 즉 체 공리와 순서 공리를 만족하는 수 체계이지만, 데데킨트 완비성 공리는 만족하지 않는다. 이는 완비성이 실수의 근본적인 성질임을 엿보여 준다. 데데킨트 완비성으로부터 아르키메데스 성질을 유추할 수 있다. 아래 문단에 실수 공리의 몇가지 모형이 제시되어 있다. 실수 공리의 임의의 두 모형은 서로 동형이다. 즉, 완비순서체는 동형의 의미 하에 유일하다.
여기서 임의의 두 모형 {\displaystyle \left(\mathbf {R} ,0_{\mathbf {R} },1_{\mathbf {R} },+_{\mathbf {R} },\times _{\mathbf {R} },\leq _{\mathbf {R} }\right),\left(\mathbf {S} ,0_{\mathbf {S} },1_{\mathbf {S} },+_{\mathbf {S} },\times _{\mathbf {S} },\leq _{\mathbf {S} }\right)}이 동형이라는 것은, 체 연산과 순서를 모두 보존하는 전단사 함수 {\displaystyle f:\mathbf {R} \to \mathbf {S} }가 존재한다는 것, 즉 다음을 만족하는 함수 {\displaystyle f}가 존재한다는 것이다.
- {\displaystyle f}는 {\displaystyle \mathbf {R} }에서 {\displaystyle \mathbf {S} }로 가는 전단사 함수이다.
- {\displaystyle f(0_{\mathbf {R} })=0_{\mathbf {S} },} 또한 {\displaystyle f(1_{\mathbf {R} })=1_{\mathbf {S} },}
- 임의의 {\displaystyle x,y\in \mathbf {R} }에 대하여 {\displaystyle f(x+_{\mathbf {R} }y)=f(x)+_{\mathbf {S} }f(y)} 또한 {\displaystyle f(x\times _{\mathbf {R} }y)=f(x)\times _{\mathbf {S} }f(y)}
- 임의의 {\displaystyle x,y\in \mathbf {R} }에 대하여 {\displaystyle x\leq _{\mathbf {R} }y}일 필요충분조건은 {\displaystyle f(x)\leq _{\mathbf {S} }f(y)}이다.

## 실수 모형의 구성
실수의 각 구성은 수학적으로나 역사적으로나 중요성이 크다. 앞의 세 개는 각각 게오르크 칸토어/찰스 메레, 리하르트 데데킨트, 카를 바이어슈트라스/오토 슈톨츠에 의한 것으로 모두 몇년 간격으로 나타났으며, 각각의 장단점이 존재한다. 이 세가지 구성의 주된 동기는 수학 교육이다.

### 코시 수열에 의한 구성
거리 공간의 모든 코시 수열을 수렴하게 만드는 정석적 방법은 완비화를 통해 거리 공간에 새로운 점을 추가하는 것이다. {\displaystyle \mathbf {R} }은 {\displaystyle \mathbf {Q} }의 거리 {\displaystyle |x-y|}에 대한 완비화로 정의된다. 다른 거리에 대한 {\displaystyle \mathbf {Q} }의 완비화는 p진수 참고.
유리수 코시 수열, 즉 임의의 유리수 {\displaystyle \varepsilon >0}에 대해 자연수 {\displaystyle N}이 존재해 임의의 {\displaystyle m,n>N}에 대해 {\displaystyle |x_{m}-x_{n}|<\varepsilon }임을 만족하는 유리수열 {\displaystyle (x_{n})}의 집합을 {\displaystyle R}이라 두자. 두 코시 수열의 덧셈, 곱셈, 순서를 다음과 같이 정의한다.
{\displaystyle (x_{n})+(y_{n})=(x_{n}+y_{n})}
{\displaystyle (x_{n})\times (y_{n})=(x_{n}\times y_{n})}
{\displaystyle R}에 정의한 '두 수열 사이의 거리가 0으로 수렴한다'는 동치관계는, 앞서 정의한 덧셈, 곱셈, 순서에 대해 불변이며, 동치류들의 집합 {\displaystyle \mathbf {R} }이 모든 실수 공리를 만족하는 것을 보일 수 있다. 유리수 {\displaystyle r}를 수열 {\displaystyle (r,r,r,...)}의 동치류로 재정의함으로써 {\displaystyle \mathbf {Q} }를 {\displaystyle \mathbf {R} }에 매장시킬 수 있다.
'{\displaystyle (x_{n}),(y_{n})}가 동치이거나, 자연수 {\displaystyle N}이 존재하여 임의의 {\displaystyle n>N}에 대해 {\displaystyle x_{n}\geq y_{n}}이다'는 순서관계 {\displaystyle (x_{n})\geq (y_{n})}를 통해 실수 간의 순서 관계를 정립할 수 있다.
이러한 구성에서 모든 실수 {\displaystyle x}는 유리수 코시 수열로 표현될 수 있다. 그러나 이러한 표현은 유일하지 않다. {\displaystyle x}로 수렴하는 유리수 코시 열 모두가 {\displaystyle x}의 한 표현이다. 여기에서 하나의 실수를 여러 가지 수열로 근사할 수 있다는 관점이 보여진다.
이 구성에서 최소 상계 공리가 성립함은 다음과 같이 증명할 수 있다. {\displaystyle S}를 {\displaystyle \mathbf {R} }의 공집합이 아닌 부분집합이라 두고, 상계 {\displaystyle u_{0}}가 존재한다고 하자. {\displaystyle u_{0}}가 유리수라고 가정해도 무방하다. {\displaystyle S}가 공집합이 아니므로 어떤 유리수 {\displaystyle l_{0}}과 어떤 {\displaystyle s\in S}가 존재하여 {\displaystyle l_{0}<s}이다. 이제 수열 {\displaystyle (u_{n}),(l_{n})}을 다음과 같이 정의한다. {\displaystyle m_{n}={\frac {u_{n}+l_{n}}{2}}}이 만약 {\displaystyle S}상계가
- 맞으면, {\displaystyle l_{n+1}=l_{n},u_{n+1}=m_{n}}
- 아니면, {\displaystyle l_{n+1}=m_{n},u_{n+1}=u_{n}}

두 수열 모두 유리수 코시 수열이며, 서로 동치이다. 이로부터 실수 {\displaystyle [(l_{n})]=[(u_{n})]=u}를 얻는다. {\displaystyle n}에 대한 귀납법에 의해 다음이 성립한다.
1. 모든 {\displaystyle l_{n}}은 {\displaystyle S}의 상계가 아니다.
2. 모든 {\displaystyle u_{n}}은 {\displaystyle S}의 상계이다.

첫번째 결론에 의해 {\displaystyle S}의 임의의 상계 {\displaystyle b}에 대하여, {\displaystyle l_{n}<b}가 빠짐없이 성립하므로 {\displaystyle u\leq b}이고, 두번째 결론에 의해 {\displaystyle u}는 {\displaystyle S}의 상계이다. 따라서 {\displaystyle u}는 {\displaystyle S}의 최소상계이며 {\displaystyle \leq }는 완비적이다.
십진법으로 표현된 실수는 자연스럽게 코시 수열로 바꿔 나타낼 수 있다. 예를 들어 {\displaystyle \pi }의 십진법 표기 3.1415...는 코시 수열 {\displaystyle (3,3.1,3.14,3.141,3.1415,...)}의 동치류로 해석된다. 또 0.999… = 1은 코시 수열 {\displaystyle (0.9,0.99,0.999,...)}, {\displaystyle (1,1,1,...)}이 동치라는 의미로 이해할 수 있다.
유리수의 완비화에 의한 실수 구성의 장점 중 하나는, 실수에 국한되지 않고 다른 거리 공간에도 적용 가능하다는 것이다.

### 데데킨트 절단에 의한 구성
순서체 상의 데데킨트 절단 {\displaystyle (A,B)}는, 아래로 닫혀있고 최대원소가 없는 집합 {\displaystyle A}와 위로 닫힌 집합 {\displaystyle B}로 이루어진, 순서체의 분할이다. 데데킨트 절단을 실수로 두어 실수 체계를 구성할 수 있다. 데데킨트 절단 {\displaystyle (A,B)}는 간단히 {\displaystyle A}로 나타내도 되는데, 이는 {\displaystyle B}가 {\displaystyle A}에 의해서만 결정되기 때문이다. 따라서 실수를 그보다 작은 유리수 전체의 집합이라 생각할 수 있다. 자세히 말해, 실수 {\displaystyle r}은 아래 조건을 만족하는 {\displaystyle \mathbf {Q} }의 부분집합이다.
1. {\displaystyle r\neq \emptyset }
2. {\displaystyle r\neq \mathbf {Q} }
3. {\displaystyle r}은 아래로 닫혀있다. 즉, {\displaystyle x\in r}이고 {\displaystyle y<x}이면 {\displaystyle y\in r}이다.
4. {\displaystyle r}은 최대 원소를 가지지 않는다. 즉, 임의의 {\displaystyle x\in r}에 대하여 {\displaystyle y\in r}이 존재하여 {\displaystyle x<y}

모든 실수의 집합을 {\displaystyle \mathbf {R} }이라 두고 그 위의 순서와 연산을 아래와 같이 구성한다.
- {\displaystyle \mathbf {R} } 위의 전순서: {\displaystyle x\leq y\Leftrightarrow x\subseteq y}
- 유리수 끼워넣기: 유리수 {\displaystyle q}를 그보다 작은 전체 유리수의 집합 {\displaystyle \{x\in \mathbf {Q} :x<q\}}으로 간주한다.[1] 이는 유리수의 조밀성에 의해 최대원소가 존재하지 않으므로 데데킨트 절단의 조건을 만족한다. 실수로서의 유리수는 원래 유리수의 성질을 보존한다.
- 덧셈: {\displaystyle A+B:=\{a+b:a\in A,b\in B\}}[1]
- 뺄셈: {\displaystyle A-B:=\{a-b:a\in A,b\in \mathbf {Q} \!\setminus \!B\}} 여기서 {\displaystyle \mathbf {Q} \!\setminus \!B}는 {\displaystyle \mathbf {Q} }에 대한 {\displaystyle B}의 차집합이다.
- 반수(덧셈의 역원)는 뺄셈의 특례이다. {\displaystyle -B:=0-B=\{a-b:a<0,b\in \mathbf {Q} \!\setminus \!B\}}.
- 절댓값: {\displaystyle |A|:=A\cup (-A)}
- 곱셈:[1]
  - {\displaystyle A,B\geq 0}일 때, {\displaystyle A\times B:=\{ab:a,b\geq 0,a\in A,b\in B\}\cup \{x\in \mathbf {Q} :x<0\}}
  - {\displaystyle A,B} 중 음수가 있을 때에는 {\displaystyle |A|\times |B|}에 적당한 부호를 붙인다.
- 나눗셈의 정의도 곱셈과 비슷하다.
  - {\displaystyle A\geq 0,B>0}일 때, {\displaystyle A/B:=\{a/b:a\in A,b\in \mathbf {Q} \setminus B\}}
  - {\displaystyle B\neq 0} 또한 {\displaystyle A,B} 중 음수가 있을 때에는 {\displaystyle |A|/|B|}에 적당한 부호를 붙인다.
- 상한: {\displaystyle \mathbf {R} }의 상계를 가지는 부분집합 {\displaystyle S}는 {\displaystyle \mathbf {R} }에서 상한 {\displaystyle \bigcup S}를 가진다.

무리수를 데데킨트 절단으로 표현하는 예로, 2의 양의 제곱근은 집합 {\displaystyle A=\{x:x<0\lor x\times x<2\}}로 표현될 수 있다. {\displaystyle A}가 실수이며 {\displaystyle A\times A=2}임을 위의 정의를 통해 알 수 있다. {\displaystyle A}가 실수임을 증명하려면 임의의 {\displaystyle x\in A}에 대해 {\displaystyle y\in A}가 존재하여 {\displaystyle x<y}임을 보여야 한다. {\displaystyle y={\frac {2x+2}{x+2}}}를 취하면 된다. {\displaystyle A\times A\leq 2}는 자명하고, 등호의 성립을 보이려면 임의의 유리수 {\displaystyle q<2}에 대하여, 양의 유리수 {\displaystyle x\in A}가 존재하여 {\displaystyle q<x\times x}임을 보이면 된다.
이 구성의 장점은 임의의 실수가 유일한 하나의 절단과 대응한다는 점이다.

### 스테빈의 구성
십진법에 의한 실수의 표기는 시몬 스테빈 때부터 널리 알려졌다. 실수를 그의 (무한) 십진법 전개식으로 정의하고, 0.999…와 1.000… 등을 같은 실수로 정의한 뒤, 실수의 연산과 순서의 정의를 더한다. 십진법에 의한 정의는 코시 열과 데데킨트 절단에 의한 것과 동치이다. 10 외의 다른 밑을 사용해도 무방하다.
이 구성의 장점은, 실수에 대한 처음의 인상과 가까우며, 함수의 급수 전개를 시사한다는 것이다. 모든 실수 모형의 동형성을 증명하는 표준적 방법은 각각의 모델에서 모든 실수의 소수 전개식을 제시하는 것이다.

## 같이 보기
- 구성주의 (수학)